# Mario Suárez Flórez
Mario Suárez Flórez (Bucaramanga, Santander, 17 de octubre de 1955) es un abogado y político colombiano.
Abogado de la Universidad Autónoma de Bucaramanga, su primer cargo fue el de juez municipal de Florián, Santander. Posteriormente ocupó la Dirección de Acción Comunal de su departamento y en 1992 obtuvo un escaño en el Concejo de Bucaramanga a nombre del Partido Liberal. En 1994 fue elegido diputado de la Asamblea Departamental de Santander, llegando a presidir esta corporación. Luego de ejercer como director de la Casa de Santander (la oficina de representación del departamento en Bogotá) en 2001, secundó la lista de Tito Rueda al Senado de la República en 2002. En 2006 y 2010 fue elegido como Representante a la Cámara por Santander, destacándose por su gestión para el desarrollo urbano de diferentes municipios del departamento.